# Ein ungefärbt Gemüte, BWV 24
Ein ungefärbt Gemüte, BWV 24 (Un cor sincer), és una cantata religiosa de Johann Sebastian Bach per al quart diumenge després de la Trinitat, estrenada a Leipzig el 20 de juny de 1723.

## Origen i context
És una de les poques ocasions que Bach recorre a un text d'Erdmann Neumesiter, considerat un dels creadors de la cantata religiosa moderna i que fou un dels llibretistes habituals de Telemann, a causa, probablement, que encara no havia trobat un autor de textos de la seva confiança. És una de les primeres cantates que compongué a Leipzig on havia arribat el mes anterior; la seva brevetat feu que Bach completés l'audició amb una altra cantata, la BWV 185, que havia compost l'any 1715. La intenció era complaure els nous feligresos, atès que les cantates dels tres diumenges anteriors,  BWV 75, BWV 86 i BWV 21, eren bastant llargues i constaven de dues parts. El text està basat en l'evangeli del dia (Mateu 7,12) i al coral final es canta: O Gott, du frommer Gott (Oh, Déu! Déu amarat de pietat), la primera estrofa de l'himne de Johann Heermann de 1630. A més d'aquestes dues cantates, per a aquest diumenge es conserva, també, la BWV 177.

## Anàlisi
Obra escrita per a contralt, tenor, baix i cor; clarí, dos oboès d'amor, dos oboès, corda i baix continu. Consta de sis números.
1. Ària (contralt): Ein ungefärbt Gemüte (Un cor sincer)
2. Recitatiu (tenor): Die Redlichkeit (La Integritat és)
3. Cor:  Alles nun, das ihr wollet, dass euch die Leute tun sollen (Tot allò que voldríeu)
4. Recitatiu (baix): Die Heuchelei (La Hipocresia és)
5. Ària (tenor): Treu und Wahrheit sei der Grund (La Fidelitat i la Veritat)
6. Coral: O Gott, du frommer Gott (Oh, Déu! Déu amarat de pietat)

L'obra presenta una simetria elevada, amb el cor al mig, número 3, rodejat de dos recitatius, números 2 i 4, i de dues àries, números 1 i 5; una mica despenjat, però mantenint la funció de cloure la cantata, l'últim número és el coral. Els dos primers números són com un exordi i desenvolupament inicial del sermó, explicat al cor central; l'ària és de fet un trio a càrrec del contralt, continu i la corda; el recitatiu següent del baix, recull un text moralitzant tractat en secco per la seva llargada, i que introdueix el cor central. Aquest cor conté el tema literari de l'obra, amb el text de l'evangeli: Alles nun, das ihr wollet, dass euch die Leute tun sollen, das tut ihr ihnen (Tot allò que voldríeu que els altres us fessin, feu-ho vosaltres a ells), cantat pels solistes i el cor dues vegades, pren la forma d'un preludi i fuga. El recitatiu de baix acompanyat per tota la corda, acaba en un arioso i ens porta a la segona ària, de fet un quartet per dos oboès d'amor, tenor i continu, ple d'emotivitat. El coral final no és el clàssic a cappella amb les veus duplicades pels instruments, sinó que està molt més elaborat, amb uns interludis entre els versets que formen una part orquestral autònoma. Té una durada aproximada d'un vint minuts.

## Discografia seleccionada
- J.S. Bach: Das Kantatenwerk. Sacred Cantatas Vol. 2. Nikolaus Harnoncourt, Wiener Sängerknaben & Chorus Viennensis, Hans Gillesberger (director del cor), Concentus Musicus Wien, Paul Esswood, Kurt Equiluz, Max van Egmond. (Teldec), 1994.
- J.S. Bach: The complete live recordings from the Bach Cantata Pilgrimage. CD 30: Tewkesbury Abbey, Gloucester; 16 de juliol de 2000. John Eliot Gardiner, Monteverdi Choir, English Baroque Soloists, William Towers, Kobie van Rensburg, Peter Harvey. (Soli Deo Gloria), 2013.
- J.S. Bach: Complete Cantatas Vol. 7 . Ton Koopman, Amsterdam Baroque Orchestra & Choir, Bogna Bartosz, Gerd Türk, Klaus Mertens. (Challenge Classics), 2004.
- J.S. Bach: Cantatas Vol. 9. Masaaki Suzuki, Bach Collegium Japan, Robin Blaze, Gerd Türk, Chiyuki Urano. (BIS), 1998.
- J. S. Bach: Church Cantatas Vol. 8. Helmuth Rilling, Gächinger Kantorei, Bach-Collegium Stuttgart, Helen Watts, Adalbert Kraus, Wofgang Schöne. (Hänssler), 1999.